# Psaume 121 (120)

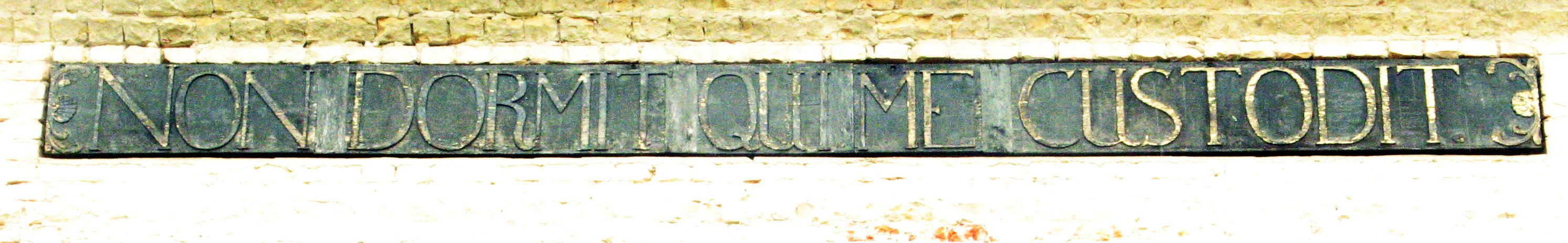
Inscription latine sur le fronton du manoir de Dannenwalde, en Allemagne, issue du psaume 121 : Non dormit qui me custodit (celui qui me garde ne sommeille pas).

Le psaume 121 (120 dans la numérotation grecque) est l'un des quinze cantiques des degrés, appelés aussi chants des montées. Il est appelé en latin Levavi oculos. 

## Texte
| verset | original hébreu                                 | traduction française de Louis Segond                                                       | Vulgate latine                                                                   |
| ------ | ----------------------------------------------- | ------------------------------------------------------------------------------------------ | -------------------------------------------------------------------------------- |
| 1      | שִׁיר, לַמַּעֲלוֹת:אֶשָּׂא עֵינַי, אֶל-הֶהָרִים-- מֵאַיִן, יָבֹא עֶזְרִי | [Cantique des degrés.] Je lève mes yeux vers les montagnes... D’où me viendra le secours ? | [Canticum graduum] Levavi oculos meos in montes unde veniet auxilium mihi        |
| 2      | עֶזְרִי, מֵעִם יְהוָה-- עֹשֵׂה, שָׁמַיִם וָאָרֶץ                 | Le secours me vient de l’Éternel, qui a fait les cieux et la terre.                        | Auxilium meum a Domino qui fecit caelum et terram                                |
| 3      | אַל-יִתֵּן לַמּוֹט רַגְלֶךָ; אַל-יָנוּם, שֹׁמְרֶךָ                 | Il ne permettra point que ton pied chancelle ; celui qui te garde ne sommeillera point.    | Non det in commotionem pedem tuum neque dormitet qui custodit te                 |
| 4      | הִנֵּה לֹא-יָנוּם, וְלֹא יִישָׁן-- שׁוֹמֵר, יִשְׂרָאֵל             | Voici, il ne sommeille ni ne dort, celui qui garde Israël.                                 | Ecce non dormitabit neque dormiet qui custodit Israhel                           |
| 5      | יְהוָה שֹׁמְרֶךָ; יְהוָה צִלְּךָ, עַל-יַד יְמִינֶךָ                | L’Éternel est celui qui te garde, l’Éternel est ton ombre à ta main droite.                | Dominus custodit te Dominus protectio tua super manum dexteram tuam              |
| 6      | יוֹמָם, הַשֶּׁמֶשׁ לֹא-יַכֶּכָּה; וְיָרֵחַ בַּלָּיְלָה                  | Pendant le jour le soleil ne te frappera point, ni la lune pendant la nuit.                | Per diem sol non uret te neque luna per noctem                                   |
| 7      | יְהוָה, יִשְׁמָרְךָ מִכָּל-רָע: יִשְׁמֹר, אֶת-נַפְשֶׁךָ               | L’Éternel te gardera de tout mal, il gardera ton âme ;                                     | Dominus custodit te ab omni malo custodiat animam tuam Dominus                   |
| 8      | יְהוָה, יִשְׁמָר-צֵאתְךָ וּבוֹאֶךָ-- מֵעַתָּה, וְעַד-עוֹלָם          | l’Éternel gardera ton départ et ton arrivée, dès maintenant et à jamais.                   | Dominus custodiat introitum tuum et exitum tuum ex hoc nunc et usque in saeculum |

## Thème du psaume
Il est admis que ce psaume était chanté par les pèlerins en chemin pour Jérusalem. Au début du pèlerinage, dans la région montagneuse des monts de Judée, le pèlerin s'assure de l'aide du Seigneur. Celui qui met sa confiance dans le Seigneur a la certitude qu'Il lui apportera la protection jour et nuit. La prière passe de la première personne à la deuxième personne au verset 3, et prend même la forme d'une bénédiction aux versets 7 et 8. Cela permet de conclure la prière des différents chanteurs par la perspective d'un changement.

## Usages liturgiques

### Dans le judaïsme
Le psaume 121 est récité après la prière de mincha, entre Souccot et le Shabbat hagadol. Le verset 4 et le verset 8 sont dits au Shema du lever et du coucher. Le verset 7 fait partie des bénédictions données par le cohen lors de la cérémonie de rachat du premier-né.

### Dans le christianisme

#### Chez les catholiques
Vers 530, saint Benoît de Nursie choisit ce psaume pour l'office de tierce pendant la semaine, plus précisément à partir du mardi jusqu'au samedi, entre les psaume 120 (119) et psaume 122 (121). En effet, en attribuant le psaume 119 (118), celui qui est le plus long, aux offices du dimanche et du lundi, il structura les offices de la semaine avec les neuf psaumes suivants.  
Dans la liturgie des Heures actuelle, le psaume 121 est récité aux vêpres de vendredi de la deuxième semaine. Dans la liturgie de la Parole, il est pris le 29e dimanche du temps ordinaire, l’année C. C’est à cette période que l'Église prie pour les réfugiés.

## Mise en musique
Le psaume 121 a souvent été mis en musique. Il a été mis en motet sous sa version latine par Roland de Lassus, Herbert Howells et Vytautas Miškinis.
Felix Mendelssohn a composé le célèbre Hebe deine Auge auf (lève les yeux), qui était originellement un trio pour l'oratorio Elias (op. 70, 1846). Heinrich Schütz créa une version à quatre voix (SWV 31) et une basse continue. Marc-Antoine Charpentier a composé le psaume Laetatus sum, pour solistes, chœur, flûtes, cordes, et basse continue, H 161 en 1671;  et un autre, pour solistes, chœur, 2 dessus instrumentaux, et basse continue  H 216 en 1691.